# André Grab

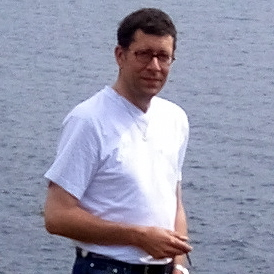
André Grab (2005)

André Grab (* 1952) ist ein Schweizer Schriftsteller.

## Leben
Der Sohn des Schweizer Kunstmalers und Surrealisten Walter Grab (1927–1989) lebt in Zürich. Seine Jugend war geprägt von den Geldnöten und dem Alkoholismus seines Vaters sowie von der Bewegung von 1968. Nach Absolvierung der Buchhändlerlehre in der Buchhandlung zum Elsässer in Zürich (1969–1971), einem längeren Aufenthalt in Nordafrika (1972), arbeitete er in der Buchhandlung Dr. Oprecht  (1973–1974) und anschliessend als Teilhaber in der Buchhandlung H. U. Zbinden & Co., welche er 1986 übernahm und bis 1996 führte. Von 1997 bis Oktober 2016 arbeitete er im Lizenzbereich der Firma Mascotte Film AG in Zürich. Seit dem 1. Dezember 2013 bis zum 31. Juli 2018 war er Geschäftsführer der LZE Vertriebs GmbH in Essen, Deutschland sowie von November 2016 bis 30. Juni 2018 Direktor der Impérial Films S.A. in Lausanne und war zuständig für die Filmproduktionen und den Weltvertrieb der deutschen Labels Magmafilm und Tabu Film.
Ab 1. August 2018 widmet er sich ausschliesslich dem Schreiben. Neue Buchprojekte sind in Planung (begleitende Texte in Kunstbüchern sowie Veröffentlichung seiner frühen Werke in der Amazon-Kindle-Version).
Ab Ende der 1970er Jahre veröffentlichte er regelmässig Kurzgeschichten, Kolumnen und Reportagen in Schweizer Zeitungen (u. a. Volksrecht, Tagesanzeiger der Stadt Zürich), war während sechs Jahren Redaktor der Fachzeitschrift Buchhändler und während dreier Jahre Präsident des Angestelltenverbandes des Schweizer Buchhandels. Im kulturpolitischen Bereich engagierte er sich im Bildungsausschuss der Sozialdemokratischen Partei, aus der er jedoch 1987 austrat.
Seit 1989 veröffentlicht er regelmässig unter zwei Pseudonymen Geschichten, Kolumnen und Artikel in deutschsprachigen Zeitschriften, Zeitungen und Buchpublikationen. Diese Pseudonyme sind per 30. Juli 2018 aufgehoben. Veröffentlicht werden nur noch Beiträge unter dem Real-Namen.

## Preise und Auszeichnungen
- 1979: Kurzgeschichtenwettbewerb der Stadt Zürich (1. Preis)
- 1981: Ehrengabe der Stadt Zürich
- 1983: Ehrengabe der Stadt Zürich
- 1983: Anerkennungsgabe der Pro Arte Bern
- 1984: Preis der Jubiläumsstiftung der Schweizerischen Bankgesellschaft
- 1985: Conrad-Ferdinand-Meyer-Preis

## Werke
Kurzgeschichten
- Gedichte. Selbstverlag Zürich 1976
- Er. 16 kurze Geschichten. Pendo Verlag, Zürich 1981, ISBN 3-85842-050-6.
- Normal. 19 kurze Geschichten und ein Begleitwort von Rahel Hutmacher. Pendo Verlag, Zürich 1985, ISBN 3-85842-072-7.

Beiträge in Anthologien, Sach- und Kunstbüchern
- Gelächter und Es ist abzusehen. In: Jürg Amann u. a.: „...und plötzlich bin ich alt.“ Bilder und Geschichten zum Alter. IG Altern, Zürich 1993, ISBN 3-9520564-0-5.
- Gepriesen sei, was da so komme. In: Isabel Morf (Hrsg.): Stadtzeiten. Zürcher Autorinnen und Autoren. Drachen Verlag, Zürich 1986, ISBN 3-905459-01-9.
- Idylle. Eine kurze Geschichte. In: Litfass. Zeitschrift für Literatur, Nr. 30 (1984), Piper Verlag, München.
- Mit Gamsbart, Colt, Skalpell und Zigaretten ab ins All. 5 Instant-Groschendramas. In: Thomas Bodmer (Hrsg.): Der neue Ferien-Rabe. Haffmans, Zürich 1984. (Von Radio DRS als Kurzhörspiele produziert und ausgestrahlt.)
- Herr Knopf besucht den vierten Kreis. In: kultzürichaussersihl,  Verlag Um die Ecke, Zürich 2010, ISBN 978-3-033-02342-0.
- Wo ist KH Schmeisser. In: KH Schmeisser: Ich selbst. VfmK Verlag für moderne Kunst GmbH, Wien, ISBN 978-3-903320-75-8
- Die Leben und Welten des Walter Grab. In: Walter Grab 1927–1989 – Werkkatalog. Hrsg. von Julia Schallberger, Christoph Kappeler, André Grab. Edition Patrick Frey 2022, 464 Seiten, 1268 Abb., ISBN 978-3-907236-45-1, EAN 9783907236451
- Ueber hustende Aschenbecher und das Abstauben der Schwanzskulpturen. In: Thomas Haemmerli (Hrsg.): Das Olé Olé Barbiebuch. Edition Patrick Frey 2023, 344 Seiten, Abb., Faks., ISBN 978-3-907236-55-0

Übersetzungen
- Jan Kalavsky (Übers.): Sieben Kurzgeschichten. In: Revue svetovej literatúry, H. 4 (1987), Bratislava.

Bearbeitungen
- Erich Scheurmann: Samoa gestern. Dokumentation mit Fotografien von 1890–1918. (Materialien zum Papalagi; 1). Verlag Tanner & Staehelin, Zürich 1979, ISBN 3-85931-025-9.
- Erich Scheurmann: Samoa aus Sicht des Papalagi. Ein Bericht mit vielen historischen Photographien. Heyne, München 1990, ISBN 3-453-03651-4. (= Teilweiser Nachdruck des vorigen Titels)